# Дженерали Лейдис Линц
Дженерали Лейдис Линц, представен от Райфайзенбанк Австрия е турнир по тенис, провеждан в Линц, Австрия от 1987 г. Този турнир, част от веригата на Женската тенис асоциация се отнася към II категория и се играе на твърди закрити кортове.
При създаването си турнирът е от най-ниската V категория и награден фонд от $100 000. През 1993 раздадените суми се увеличават на $150 000, а оттам и категорията на турнира – III. От 1998 насам състезанието се провежда като част от турнирите от II категория.
Сред шампионките на турнира се вписват имената на Надя Петрова, Яна Новотна и Мери Пиърс, на бившите номер едно в света Линдзи Дейвънпорт, Амели Моресмо и Мария Шарапова, както и на актуалната водачка през сезон 2007 – Жустин Енен.
Официалните наименования на турнира през годините са:
- 1991: Аустриан Тенис Гран При Линц /Austrian Tennis Grand Prix Linz/
- 1992 – 1993: Инт' Аустриан Индор Чампс  /Int’l Austrian Indoor Champ’s Linz/
- 1994: ЕА – Дженерали Лейдис Линц /EA-Generali Ladies Linz/
- 1995: ЕА – Дженерали Оупън Линц /EA-Generali Open Linz/
- 1996: ЕА – Дженерали Линц /EA-Generali Linz/
- 1997 – 1998: ЕА – Дженерали Аустриан Оупън Линц /EA-Generali Austrian Open Linz/
- 1999 – 2004: Дженерали Лейдис Линц /Generali Open Linz/
- 2004 – : Дженерали Лейдис Райфайзенбанк Линц /Generali Ladies Raiffeisenlandesbank Linz/

## Финалите в турнира

### Сингъл
| Година | Шампион                | Финалист             | Резултат                 |
| ------ | ---------------------- | -------------------- | ------------------------ |
| 2008   |                        |                      |                          |
| 2007   | Даниела Хантухова      | Пати Шнидер          | 6 – 4, 6 – 2             |
| 2006   | Мария Шарапова         | Надя Петрова         | 7 – 5, 6 – 2             |
| 2005   | Надя Петрова           | Пати Шнидер          | 4 – 6, 6 – 3, 6 – 1      |
| 2004   | Амели Моресмо          | Елена Бовина         | 6 – 2, 6 – 0             |
| 2003   | Ай Сугияма             | Надя Петрова         | 7 – 5, 6 – 4             |
| 2002   | Жустин Енен-Арден      | Александра Стивънсън | 6 – 3, 6 – 0             |
| 2001   | Линдзи Дейвънпорт      | Йелена Докич         | 6 – 4, 6 – 1             |
| 2000   | Линдзи Дейвънпорт      | Винъс Уилямс         | 6 – 4, 3 – 6, 6 – 2      |
| 1999   | Мери Пиърс             | Сандрин Тестю        | 6 – 4, 3 – 6, 6 – 2      |
| 1998   | Яна Новотна            | Доминик ван Роост    | 6 – 1, 7 – 62            |
| 1997   | Чанда Рубин            | Карина Хабшудова     | 6 – 4, 6 – 2             |
| 1996   | Сабине Апелманс        | Жули Алар-Декюжи     | 6 – 2, 6 – 4             |
| 1995   | Яна Новотна            | Барбара Ритнер       | 6 – 73, 6 – 3, 6 – 4     |
| 1994   | Сабине Апелманс        | Майке Бабел          | 6 – 1, 4 – 6, 7 – 63     |
| 1993   | Мануела Малеева-Франие | Кончита Мартинес     | 6 – 2, 1 – 0 и отказване |
| 1992   | Наталия Медведева      | Паскал Паради-Мангон | 6 – 4, 6 – 2             |
| 1991   | Мануела Малеева-Франие | Петра Лангрова       | 6 – 4, 7 – 61            |

### Двойки
| Година | Шампион                              | Финалист                                | Резултат             |
| ------ | ------------------------------------ | --------------------------------------- | -------------------- |
| 2008   |                                      |                                         |                      |
| 2007   | Кара Блек Лизел Хубер                | Катарина Среботник Ай Сугияма           | 6 – 2, 3 – 6, 10 – 8 |
| 2006   | Саманта Стосър Лиса Реймънд          | Катарина Среботник Корина Морариу       | 6 – 3, 6 – 0         |
| 2005   | Гизела Дулко Квета Пешке             | Кончита Мартинес Вирхиния Руано-Паскуал | 6 – 2, 6 – 3         |
| 2004   | Елена Лиховцева Жанет Хусарова       | Натали Деши Пати Шнидер                 | 6 – 2, 7 – 5         |
| 2003   | Лизел Хубер Ай Сугияма               | Марион Бартоли Силвия Фарина-Елиа       | 6 – 1, 7 – 66        |
| 2002   | Йелена Докич Надя Петрова            | Рика Фудживара Ай Сугияма               | 6 – 3, 6 – 2         |
| 2001   | Йелена Докич Надя Петрова            | Чанда Рубин Елс Каленс                  | 6 – 1, 6 – 4         |
| 2000   | Амели Моресмо Чанда Рубин            | Натали Тозиа Ай Сугияма                 | 6 – 4, 6 – 4         |
| 1999   | Каролин Вис Ирина Спърля             | Тина Крижан Лариса Нейланд              | 6 – 4, 6 – 3         |
| 1998   | Александра Фусаи Натали Тозиа        | Анна Курникова Лариса Нейланд           | 6 – 4, 6 – 3         |
| 1997   | Александра Фусаи Натали Тозиа        | Ева Мелихарова Хелена Вилдова           | 4 – 6, 6 – 3, 6 – 1  |
| 1996   | Манон Болеграф Мередит МакГрат       | Рене Стъбс Хелена Сукова                | 6 – 4, 6 – 4         |
| 1995   | Натали Тозиа Мередит МакГрат         | Петра Шварц Ива Майоли                  | 6 – 1, 6 – 2         |
| 1994   | Лейла Месхи Евгения Маниокова        | Аса Свенсон Каролин Шнайдер             | 6 – 2, 6 – 2         |
| 1993   | Лейла Месхи Евгения Маниокова        | Кончита Мартинес Джудит Вийснер         | отказване            |
| 1992   | Мириам Ореманс Моник Кийне           | Рафаела Реджи Клаудия Порвик            | 6 – 4, 6 – 2         |
| 1992   | Мануела Малеева-Франие Рафаела Реджи | Петра Лангрова Радка Зрубакова          | 6 – 4, 1 – 6, 6 – 3  |